# بلوط مونتانا
بلوط مونتانا (نام علمی: Quercus montana) نام یک گونه از سرده بلوط است.